# Plectropomus pessuliferus
La cernia indopacifica (Plectropomus pessuliferus (Fowler, 1904)) è un pesce osseo della famiglia Serranidae.

## Descrizione
È un serranide di notevoli dimensioni che può raggiungere i 120 cm di lunghezza. Ha una livrea di colorazione molto variabile, dal bianco al rosso, con maculature blu e strie verticali grigiastre.

## Biologia
È un carnivoro che si nutre di pesci e crostacei. 
Spesso adotta strategie di caccia cooperativa (esempio di comunicazione interspecifica) con la murena gigante (Gymnothorax javanicus) e con il pesce Napoleone (Cheilinus undulatus).

## Distribuzione e habitat
La specie è ampiamente distribuita nelle barriere coralline dell'Indo-Pacifico, dal Mar Rosso alle isole Figi.